# Catherine van Woerden
Catherine van Woerden (Almelo, 22 november 1951) is een Nederlandse stemactrice/poppenspeelster.
Sinds 1980 speelt zij Ieniemienie in de populaire Nederlandse peuter- en kleutertelevisieserie Sesamstraat. Verder was zij een van de poppenspelers van de programma's De Bereboot, Huisje, boompje, beestje (als Mous), Paulus de Boskabouter en Ik Mik Loreland. Vanaf 2005 speelt zij NaNa in de peuterserie WaWa op VTM. Daarnaast manipuleerde ze de pop Piertje in de kleuterserie Koekeloere.

## Trivia
- Van Woerden staat bekend om haar uitzonderlijk hoge stembereik. In Sesamstraat is ze als Ieniemienie geregeld met de hoge g te horen.[1][2][3]